# Beauty Soldier Soul Guardian Again - Flying to the Grand Finale
Beauty Soldier Soul Guardian Again - Flying to the Grand Finale (美少女戦騎ソウルガーディアンAGAIN 大団円への飛翔) es una película japonesa, del 10 de agosto de 2007, producida por Zen Pictures. Es una película del género tokusatsu, de acción y aventuras, con artes marciales, dirigido por Naoki Otsuka, y protagonizada por Ayaka Tsuji, Kae Yamaura, Manami Tsuji. 
El idioma es en japonés, pero también está disponible con subtítulos en inglés, en DVD o descargable por internet.

## Saga de Beautiful Soldier Soul Guardian
- Beautiful Soldier Soul Gurdian (2005)
- Beautiful Soldier Soul Gurdian 2 (2005)
- Beauty Soldier Soul Guardian Again - One Winged New Warrior (2007)
- Beauty Soldier Soul Guardian Again - Flying to the Grand Finale (2007)

## Argumento
Shinobu (Soul Guardian Blanco), está preparando una lucha contra Izayoi. Izayoi a su vez, ha aceptado el reto y también está preparándose para la batalla contra Shinobu. Sin embargo Akatsuki no lo permitirá. Mientras las dos chicas están en la batalla, Akatsuki sorprende y captura a Shinobu y ordena a Izayoi que la interroge. Akatsuki, que también tenía presa a Mai Izumo, la tortura y la coacciona con que tiene a en su mano la vida de su compañera Shinobu.
Izayoi no puede engañarse por más tiempo a sí misma y decide liberar a Shinobu para enfrentarse a ella. Shinobu libera a Mai. La batalla final será dos contra dos entre Shinobu y Mai contra Akatsuki e Izayoi.